# Joaquín Gottesman
Joaquín Gottesman Villanueva (Buenos Aires, 5 febbraio 1996) è un calciatore uruguaiano, centrocampista del Salus.

## Caratteristiche tecniche
È un centrocampista centrale.

## Carriera
Cresciuto nel settore giovanile del Nacional, nel 2017 è stato ceduto al Progreso con cui ha esordito fra i professionisti disputando l'incontro di Segunda División Profesional pareggiato 0-0 contro il Rentistas.